# Catholic Encyclopedia
The Catholic Encyclopedia ("L'Enciclopedia Cattolica") è un'enciclopedia cattolica in lingua inglese, pubblicata a New York in 15 volumi (più un volume XVI di Indice) dal 1907 al 1914.

## Storia
La redazione cominciò nel gennaio 1905. L'11 gennaio, a New York, negli uffici del Messenger si tenne la prima riunione del comitato editoriale, di cui facevano parte le seguenti personalità:
- Charles George Herbermann, professore di latino e bibliotecario del College of the City of New York.
- Edward A. Pace, allora professore di filosofia della locale Università Cattolica.
- Condé B. Pallen, direttore.
- Il Rev. Thomas J. Shahan, allora professore di Storia della Chiesa nella stessa Università Cattolica.
- John J. Wynne, S.I., direttore del giornale Messenger of the Sacred Heart.

A questo primo incontro fecero seguito numerosi altri, per un totale di 134 riunioni al 19 aprile 1913.
Il 25 febbraio 1911, intanto, era stato firmato il contratto per redigere e pubblicare l'enciclopedia.
Il processo di studio dell'opera durò due anni e il primo volume, pubblicato nel 1907, fu accolto con grande successo. Si terminò la pubblicazione dell'ultimo volume nel 1913, mentre gli indici furono portati a termine nel 1914. Nel 1922 uscì un primo Supplemento.
L'opera fu accolta con entusiasmo dalla gerarchia cattolica, nella persona del delegato apostolico e del cardinal John Murphy Farley, allora arcivescovo di New York.
L'enciclopedia fu poi aggiornata sotto gli auspici della Catholic University of America e ripubblicata sotto il nome di New Catholic Encyclopedia, prima nel 1967, e poi nel 2002.

## Scopo, punto di vista e contenuti
Lo scopo dell'enciclopedia fu programmaticamente espresso nei seguenti termini:
(Catholic Encyclopedia)
La Catholic Encyclopedia riporta strettamente e solamente il punto di vista cattolico.